# Kokocówka
Kokocówka – wzgórze Częstochowie o wysokości 301 m n.p.m. Położona na Mirowie, w pobliżu ulicy Skalnej. Pod względem fizycznogeograficznym należy do Wyżyny Częstochowskiej.
Wzgórze porośnięte jest grądem, uznawane jest za obszar cenny przyrodniczo.